# Nikolaj Nikolaevič Aničkov
Nikolaj Nikolaevič Aničkov, in russo Николай Николаевич Аничков?, traslitterazione anglosassone Nikolay Nikolaevich Anichkov (San Pietroburgo, 3 novembre 1885 – Leningrado, 7 dicembre 1964), è stato un patologo russo.
Descrisse per primo le cellule specializzate del miocardio e scoprì il significato e il ruolo del colesterolo nella patogenesi dell'aterosclerosi. Apportò anche altri contributi all'anatomia patologica, soprattutto riguardo ad una struttura biologica costituita da cellule particolari, da lui riscontrata nei capillari del fegato e della milza, di cui si ignora ancora il ruolo specifico.
Nel 1958, in un editoriale in Annals of Internal Medicine William Dock paragonò l'importanza del lavoro di Aničkov a quello di Robert Koch con la scoperta del bacillo della tubercolosi. Anche il biochimico statunitense D. Steinberg scrisse su di lui: 
(D. Steinberg)
 L'unico riferimento alla scoperta di Aničkov riscontrabile nella letteratura medica statunitense è rappresentato dal capitolo da lui redatto per l'edizione di Arteriosclerosis. A Survey of the Problem di Edmund Vincent Cowdry, pubblicato nel 1933.

## Biografia

### La sua famiglia
Suo padre, Nikolaj M. Aničkov (1844-1916), era un rappresentante dell'antica nobiltà russa e ricopriva la carica di viceministro della Pubblica Istruzione dell'impero russo. Sua madre, L.I. Vasiliyeva (1859-1924), era figlia di un sacerdote che era stato fondatore della chiesa ortodossa Alexander Nevsky in Rue Daru, Parigi. Aničkov è stato sposato due volte. Aveva un figlio, Mily (1920-1991), che divenne professore di chirurgia e colonnello del Corpo Sanitario. Suo nipote Nikolaj M. Aničkov (nato nel 1941) è Professore di Patologia, membro dell'Accademia Russa di Scienze Mediche, Vicepresidente della Società russa di Patologia.

### I primi anni
Nikolaj Aničkov nacque a San Pietroburgo il 3 novembre 1885. Nel 1903 conseguì il diploma ginnasiale con medaglia d'oro, lasciando già intravedere di  che stoffa fosse fatto. Nello stesso anno entrò all'Accademia Medica Militare Imperiale di San Pietroburgo dove divenne allievo di spicco dell'istologo russo Alexander A. Maximow (1874-1928). Dopo aver rivelato il potenziale aterogenico del colesterolo assunto attraverso i cibi, Aničkov ricevette in premio un viaggio-studio e si recò presso il laboratorio di Ludwig Aschoff che all'epoca era considerato il più esperto anatomopatologo (1866-1942).. Quest'ultimo era interessato a un lavoro sperimentale fatto da Aničkov in Russia. Lavorò nel laboratorio di Aschoff, fino alla prima guerra mondiale quando fu fatto prigioniero per via della nazionalità russa e riuscì a fuggire in Svizzera grazie all'aiuto dello stesso Aschoff. Dopo la sua laurea nel 1909, Aničkov cominciò a lavorare alla sua tesi di dottorato, dal titolo “alterazioni infiammatorie nel miocardio”: a proposito di miocardite. In questa tesi descrisse per primo i fagociti del colesterolo. Allo stesso tempo Aničkov lavorò su un modello sperimentale di aterosclerosi con lo studente S. Chalatov. Nel 1916 si arruolò nel corpo medico dell'esercitò e nel 1917 aderì al Partito bolscevico e rimase un fedele comunista per tutto il resto della sua vita. Nel 1941 fu trasferito con l'intero organico dell'Accademia militare di medicina da Leningrado a Samarcanda, dove restò fino alla fine della guerra. Nel 1945 fu nominato tenente generale, raggiungendo il più alto grado previsto nel corpo medico dell'esercito. Morì nel 1964, per un infarto cardiaco.

### Carriera
In Germania fu il primo a descrivere i fagociti esteri del colesterolo e scoprì che derivano da macrofagi,  oggi conosciuti come cellule schiumose. Istologicamente, analizzando lo sviluppo della placca aterosclerotica, Aničkov identificò i tipi di cellule coinvolte nel processo aterosclerotico: cellule muscolari lisce, macrofagi e linfociti. Dunque egli scoprì il ruolo leader del colesterolo nello sviluppo dell'aterosclerosi ("Non c'è l'aterosclerosi senza colesterolo"). Presentò le sue scoperte sull'aterosclerosi ai Congressi di Berlino, Friburgo, Würzburg e Wiesbaden, e alle riunioni della Società Svedese di Patologia, e della Società Internazionale di Patologia Geografica. Nel 1920 fu nominato direttore della sezione di Patologia generale presso la facoltà di Medicina dell'Accademia di Leningrado carica che ricoprì fino alla sua morte. Durante il lavoro come presidente dell'Accademia delle scienze mediche (1946-1953) Aničkov partecipò alla fondazione di un certo numero di istituti di ricerca e riviste scientifiche. In quel periodo creò un gruppo di ricerca in lingua russa che consisteva di 30 professori e molti medici. Nel loro libro del 2000 intitolato Le 10 più grandi scoperte della medicina, M. Friedman e M. Friedland hanno incluso la teoria del colesterolo di Aničkov nell'elenco delle più grandi scoperte nel campo della medicina.

## Titoli conseguiti
Dottore in Medicina (1909), dottore in Scienze (1912), Professore di Patologia (1920), tenente generale del Corpo Medico, premio titolare Stato (1940), membro dell'Accademia delle Scienze dell'URSS, presidente dell'Accademia sovietica delle scienze mediche (1946-1953).